# Franziska Jaser
Franziska Lena Jaser (* 20. Januar 1996 in Günzburg) ist eine deutsche Fußballspielerin.

## Karriere

### Vereine
Jaser begann beim SC Mönstetten mit dem Fußballspielen und wechselte siebenjährig zum SV Unterknöringen, für den sie bis zum 12. Lebensjahr aktiv war. Danach wechselte sie zur männlichen Jugend der TSG Thannhausen, durchlief weitere Altersklassen und spielte zuletzt als B-Jugendliche in der Landesliga.
Zur Saison 2013/14 wurde sie vom FC Bayern München verpflichtet. Nach zwei Einsätzen für Münchens zweite Mannschaft in der 2. Bundesliga Süd gab sie am 22. März 2014 (14. Spieltag) ihr Bundesligadebüt, als sie beim 3:0-Sieg im Heimspiel gegen die SGS Essen in der 83. Minute für Lena Lotzen eingewechselt wurde. Nach zwei Bundesligaspielen für die Profis von Bayern und drei Spielen in der 2. Bundesliga Süd für die Münchner Reserve wechselte sie wegen ihres Studiums in die Vereinigten Staaten, wo sie für das Frauenfußballteam „Wolfpack“ der North Carolina State University spielte. Ihr Debüt gab sie am 29. August 2014 (3. Spieltag) bei der 0:6-Niederlage im Heimspiel gegen Georgetown. Nach 17 Ligaspielen für „Wolfpack“ wurde sie im April 2015 für die Saison 2015/16 vom SC Freiburg verpflichtet. In Freiburg konnte sie nach eigener Aussage auch ihr Wunschstudium verfolgen. Verletzungsbedingt verpasste Jaser jedoch die gesamte Saison, ohne ein Spiel absolviert zu haben. Zur Saison 2016/17 wurde sie vom FC Basel verpflichtet. Ihr Debüt gab sie am 6. August 2016 (1. Spieltag) beim 7:0-Sieg im Heimspiel gegen den FC Yverdon Féminin, ihr erstes Ligator erzielte sie am 8. Oktober (6. Spieltag) beim 4:1-Sieg im Heimspiel gegen den BSC Young Boys mit dem Treffer zum 3:1 in der 61. Minute. Vom 1. August bis 3. Dezember 2020 gehörte sie dem Kader des schwedischen Erstligisten Kristianstads DFF an, für den sie lediglich am 4. und 19. Oktober und am 1. November drei (siegreiche) Punktspiele sowie ein Vereinspokalspiel bestritt.

### Nationalmannschaft
Nachdem Jaser bereits mit der U-13-Bayernauswahl Süddeutscher Meister wurde, debütierte sie am 24. Juni 2010 in der U-15-Nationalmannschaft, die in Porsgrunn gegen die Auswahl Norwegens mit 2:0 gewann. Danach kam sie noch vier weiteren Länderspielen zum Einsatz, die allesamt gewonnen wurden: Am 4. und 6. November 2010 in Ravenscraig, beim 3:0 und 5:1 gegen die Auswahl Schottlands sowie am 24. April 2011 in Spelle beim 4:2 gegen die Auswahl der Niederlande und am 22. Juni 2011 beim 4:1 in Słubice gegen die Auswahl Polens.
Für die U-16-Nationalmannschaft bestritt am 20. und 24. August 2011 gegen die alterklassenhöheren U-17-Auswahlmannschaften von Österreich und der Schweiz – beide gingen mit 2:3 verloren – ihre einzigen Länderspiele für diese Auswahlmannschaft.
Ihr Debüt für die U-17-Nationalmannschaft gab sie am 26. Juni 2012, ausgerechnet im Halbfinale der Europameisterschaft, beim 2:0-Sieg gegen die Auswahl Dänemarks. Jaser empfahl sich für diese Berufung als erst 16-Jährige im Team der 17-Jährigen durch gute Leistungen in den vorangegangenen U-16-Länderspielen.
Mit dem mit 4:3 im Elfmeterschießen gegen die Auswahl Frankreichs gewonnenen Finale – ihrem zweiten Länderspiel in dieser Altersklasse – wurde sie mit der Mannschaft Europameister. Jaser nahm zudem an der vom 22. September bis 13. Oktober 2012 in Aserbaidschan ausgetragenen Weltmeisterschaft teil, bestritt alle drei Gruppenspiele, als auch die drei folgenden Begegnungen über die volle Distanz – einschließlich des Spiels um Platz 3, das mit 0:1 gegen die Auswahlmannschaft Ghanas verloren wurde.
Am 21. November 2012 debütierte sie in Växjö beim 4:0-Sieg gegen Gastgeber Schweden in der U-19-Nationalmannschaft und zog sich dabei einen vorderen Kreuzbandriss zu, der sie lange Zeit vom Spielbetrieb abhielt. Am 25. Juni 2014 debütierte sie in Kiel in der U-20-Nationalmannschaft, die die U-23-Auswahl Dänemarks mit 3:0 besiegte. Mit der Mannschaft nahm sie auch an der vom 5. bis 24. August 2014 in Kanada ausgetragenen U-20-Weltmeisterschaft teil, kam allerdings zu keinem Turniereinsatz und wurde mit dem 1:0-Sieg n. V. im Finale gegen die Auswahl Nigerias als Teil der Mannschaft Weltmeisterin.

## Erfolge
- U-17-Europameisterin 2012
- U-20-Weltmeisterin 2014

## Auszeichnungen
- Preisträgerin der Fritz-Walter-Medaille 2013 in Bronze (Beste Nachwuchsspielerin U-17)

## Sonstiges
Jaser besuchte das Dossenberger-Gymnasium in Günzburg, das sie im Frühjahr 2014 mit Abitur abschloss. Ab August 2014 absolvierte sie ein Auslandsjahr an der North Carolina State University in Raleigh.